# Чучкино
Чу́чкино — деревня в Горьковском районе Омской области России, в составе Лежанского сельского поселения.
Основан в 1901 году.
Население — 259 чел. (2021 г.).

## Физико-географическая характеристика
Деревня находится в северной лесостепи, в пределах Омского увала, западной слегка возвышенности части Барабинской низменности, относящейся Западно-Сибирской равнины. В окрестностях деревни распространены чернозёмы. Гидрографическая сеть не развита: реки и озёра отсутствуют.
По автомобильным дорогам расстояние до областного центра города Омск составляет 56 км, до районного центра посёлка Горьковское — 68 км.
Часовой пояс
Чучкино, как и вся Омская область находится в часовой зоне МСК+3. Смещение применяемого времени относительно UTC составляет +6:00..

## История
Основано немецкими переселенцами из Мариупольского уезда Екатеринославской губернии в 1901 году. На момент основания верующие — преимущественно католики. До 1917 года поселение последовательно входило в состав Бородинской, Кулачинской, Крупянской волостей Тюкалинского уезда Тобольской губернии. Названо по фамилии бывшего землевладельца Чучкина. На 1918 год земельный фонд составлял 1015 десятин.
В 1917 году образовалось потребительское общество, в 1916 году открылась немецкая школа. В 1920 году действовали сельсовет, школа и библиотека. В 1929 году организовано зерновое товарищество, в 1930 году — колхоз «Нойер Анфанг». С 1958 года хозяйство включено в состав колхоза «Советская Сибирь», с 1973 года — колхоза «Дружба».

## Население
| 1912 | 1918 | 1920 | 1926 | 1930 | 1979 | 1989 |
| ---- | ---- | ---- | ---- | ---- | ---- | ---- |
| 72   | ↗225 | ↗279 | ↘269 | ↗286 | ↗437 | ↘400 |
| 1995 | 2002 | 2010 | 2021 |      |      |      |
| ↗457 | ↘397 | ↘265 | ↘259 |      |      |      |

## Инфраструктура
В деревне действуют неполная средняя школа-сад, библиотека, дом культуры, ФАП.